# Archiv Masarykovy univerzity
Archiv Masarykovy univerzity je jedním z nejvýznamnějších a největších vysokoškolských archivů České republiky. V soustavě archivů je zařazen jako specializovaný archiv, v rámci organizační struktury Masarykovy univerzity má postavení celouniverzitního pracoviště zřízeného podle § 22, odst. 1, písm. c zákona č. 111/1998 Sb. o vysokých školách.

## Účel instituce
Základním posláním archivu je péče o kulturněhistorické dědictví, které svou činností vytváří Masarykova univerzita. Archiv její historické dokumenty a další hmotné artefakty spravuje, stará se o jejich vhodné uložení, zpřístupňuje je zainteresované veřejnosti a v neposlední řadě se snaží o další kvalitativní rozšiřování stávajících fondů.

## Vznik a historie

### Období První republiky
Ke konstituování archivu došlo postupně v průběhu 30. let 20. století. V roce 1931 byla ustavena archivní komise, která měla připravit oficiální zřízení a provozní zabezpečení archivu. Přebírala také první artefakty a registratury do archivních fondů. Komise byla složena ze zástupců historických oborů, v jejím čele stál profesor historie Bohumil Navrátil, členy byli historik Václav Hrubý, právní historik František Čáda a historik umění Eugen Dostál. V roce 1938 nahradil zesnulého Václava Hrubého historik a archivář Jindřich Šebánek. Po celá třicátá léta až do uzavření českých vysokých škol v roce 1939 nebyly vytvořeny dostatečné materiální podmínky pro činnost samostatného archivu. Nebylo ani obsazeno místo archiváře, i když archiv oficiálně i fakticky působil, spravoval i množství archiválií, veškerou odbornou činnost a správu zajišťovala v tomto období čtyřčlenná archivní komise.

### Poválečná obnova
Během druhé světové války utrpěl archiv značné ztráty. Neporušeně se zachovala pouze evidence studujících, jež nacistickým úřadům sloužila k perzekuci českých studentů. S obnovením provozu českých vysokých škol v roce 1945 byl obnoven i Archiv Masarykovy univerzity, opět v čele s archivní komisí ve složení František Čáda, Jindřich Šebánek a Josef Borovička. Tentokráte však bylo obsazeno i místo archiváře, jež zastával Jiří Radimský, který se tak stal prvním z řady vedoucích pracovníků této instituce. Archiv se ve 40. a 50. letech potýkal nejen s tradičními problémy takových institucí - dislokace, nabývání a zpracování archiválií a jejich adekvátní uložení, nýbrž zásadními i reorganizacemi veřejné správy, jež provázely etablování komunistického režimu. V roce 1950 skončila činnost archivní komise a v roce 1953 i éra vědeckých pracovníků. Péčí o archiv je v letech 1954–1958 Jindřich Dušek, penzionovaný ředitel školy a po jeho odchodu je archiv zcela bez personálu. Navíc se instituce během krátké doby několikrát stěhovala. Všechny tyto aspekty přispěly k pozvolnému rozchvácení archivních fondů.

### Konsolidace a úsilí o získání právního rámce v centralizovaném státě

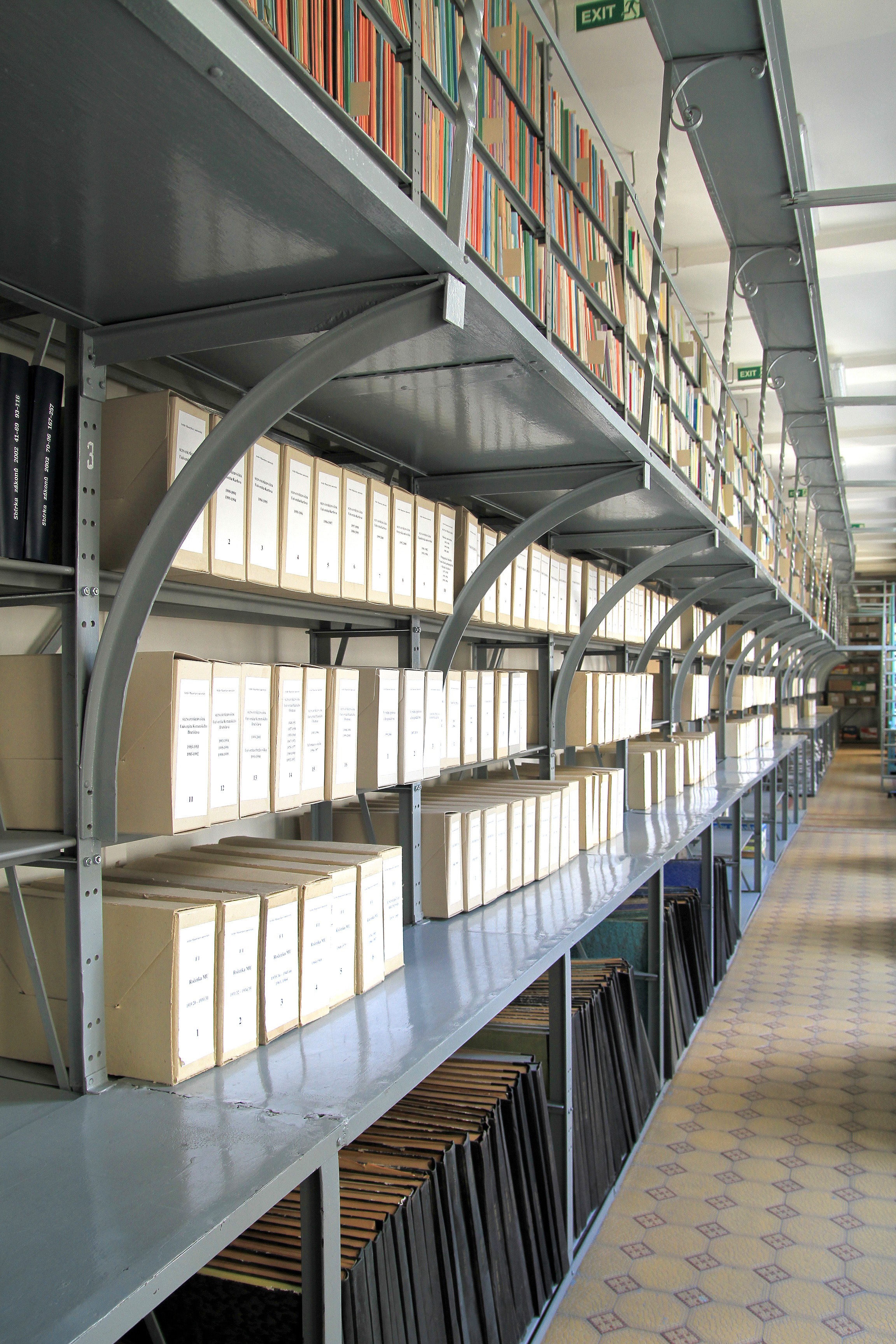
Depozitář Archivu Masarykovy univerzity s dobovými secesními regály s průběžnými ochozy

Zlepšení poměrů přinesl počátek 60. let, který je spojen s prvním dlouholetým pracovníkem a stabilní dislokací instituce. Archiv Masarykovy univerzity byl v této době umístěn do novostavby rektorátu na ulici Arna Nováka 1. Po tři dekády tak archiv získal relativně dlouhodobé zázemí tradičně v rámci rektorátu Masarykovy univerzity, jehož je archiv od počátku své existence součástí, avšak nyní i v areálu Filozofické fakulty, kde je vyučován obor archivnictví, ze kterého se rekrutovali praktikanti, zaměstnanci i řada badatelů. Prvním dlouholetým vedoucím pracovníkem archivu, který nastoupil v této době byla Irena Hrabětová. Položila základy systematizace fondů a akcent na získávání osobních pozůstalostí, jejichž počet v současnosti dosahuje 135 fondů, čímž se Archiv MU řadí mezi významné pracoviště spravující podklady k dějinám české (resp. československé) vědy. Institucionální konsolidace 60. letech přinesla paradoxně nabourání jejího právního rámce. Centralizovaný československý stát produkoval právní normy, které nejen v oblasti archivnictví, uznávaly instituce sídlící pouze v jednom městě. A tímto městem Brno nebylo. Vývoj koncepce organizační sítě českého archivnictví vycházející z vládního nařízení o archivnictví z roku 1954 dospěl o deset let později do vydání centralizační směrnice ministerstva vnitra o ukládání archivního materiálu ve státních archivech a v archivech národních výborů. Z vysokých škol vyhláška toto právo výslovně přiznávala pouze Univerzitě Karlově a Českému vysokému učení technickému v Praze. Proti rozhodnutí ministerstva vnitra se brněnská univerzita, třebaže silně podporovaná tehdejším Státním archivem v Brně (dnes MZA), bránila marně. Z právního hlediska se její archiv stal pouhou vysokoškolskou spisovnou. Rezignace čiší z dopisu profesora Šebánka z roku 1969, v němž tehdejší předseda univerzitní archivní komise Archivní správě ministerstva vnitra navrhoval, aby byl na univerzitě zřízen alespoň podnikový archiv, nebo popřípadě zvláštní depozitum Státního archivu v Brně. V centralizačních tendencích pokračoval i zákon o archivnictví z roku 1974, jímž byla právně potvrzena exkluzivita vybraných archivů, nově označovaných jako archivy zvláštního významu. Tuto skupinu archivů tvořily vedle archivů dvou největších pražských vysokých škol a Archivu Československé akademie věd i archivy některých centrálních úřadů státní správy, parlamentu, muzeí a médií. Zákon tak pouze petrifikoval stav, který se vytvořil po vydání výše zmíněné vyhlášky z roku 1954. V návaznosti na zákon byla ale vydána směrnice MV ČSR o archivech zvláštního významu, která na základě stanoveného postupu otevírala cestu, byť, jak se záhy ukázalo, spíše jen teoretickou, ke zřízení archivu i pro další významné instituce. Této možnosti se rozhodlo využít vedení brněnské univerzity, které se na svém zasedání dne 26. května 1980 rozhodlo požádat Archivní správu MV ČSR o souhlas ke zřízení archivu zvláštního významu. Vleklý proces byl nakonec úspěšně završen na sklonku roku 1987. I tak se brněnský univerzitní archiv stal prvním a do roku 1989 jediným archivem zvláštního významu, který byl do této prestižní skupiny archivů zařazen po účinnosti archivního zákona z roku 1974. Jako jediný také měl své sídlo mimo Prahu.

### Růst archivu po roce 1989 a dislokace v účelové reprezentativní budově
Období po roce 1989 znamenalo pro Archiv MU období růstu a fyzické odtržení od rektorátu univerzity. Devadesátá léta, znamenala „návrat“ do budovy Právnické fakulty MU, tedy místa, kde instituce ve 30. letech vznikla. Dosud nebývalé prostorové možnosti umožnily sestěhování externích depozitářů a přebírání dalších materiálů. Archiv rozšířil své fondy, mezi nimiž tvoří ne zcela tradiční konvolut filmové materiály zaniklého audiovizuálního centra MU. Poprvé v existenci Archivu MU také vznikla regulérní badatelna. Rozvoj fondů brzy narazil na svoje hranice a po vydání nového archivního zákona, jenž vyžadoval revizi v posouzení provozních podmínek instituce, bylo rozhodnuto o vyhledání jiných prostor, jež vytvoří rámec pro nového právního ukotvení. Jedinečná příležitost se nabídla v prostorech Zemského domu II na Žerotínově náměstí uvolněných po vystěhování Moravského zemského archivu. K přestěhování došlo během roku 2008 a spolu s novými prostorami bylo pak v roce 2012 úspěšné zakončeno i reakreditační řízení. Tímto Archiv Masarykovy univerzity prozatím završil svoji neobyčejně spletitou anabázi hledání svého působiště. Na jejím dosavadním konci stojí sídlo v reprezentativním paláci zaniklé Země moravské. Palác byl pro nejvyšší úřad v zemi postaven v roce 1908 architektem a současně rektorem Německé vysoké školy technické v Brně Ferdinandem Hrachem. Mimo sídla místodržitele a nejvyšších úřadů samosprávy země zde bylo pamatováno i na další instituce včetně zemského archivu, pro který byly vybudovány účelové archivní depozitáře. Archiv Masarykovy univerzity tak má nyní k dispozici jedinečné prostory intaktně zachované se secesními archivními regálovými systémy, roletami a dalšími dobovými prvky. Místo je navíc spojeno se stoletou existencí Moravského zemského archivu ve zdejších prostorách, čímž Archiv Masarykovy univerzity navazuje na úctyhodnou tradici. Poslední proměnou, kterou si archiv v závěru roku 2015 prošel, byla jeho proměna vnitřní – generační výměna pracovníků. Po několika desetiletích budování archivu odešli jeho dlouholetí pracovníci PhDr. Jiří Pulec a PhDr. Jiřina Kalendovská. Jejich místa zaujali noví archiváři Mgr. Jana Barbora Slaběňáková, Mgr. Tomáš Zapletal a ředitel Mgr. Luděk Navrátil.

## Fondy a sbírky
Archiv Masarykovy univerzity spravuje přes 2 km archiválií (2 278 bm v roce 2017).
Fondy se člení na několik skupin:

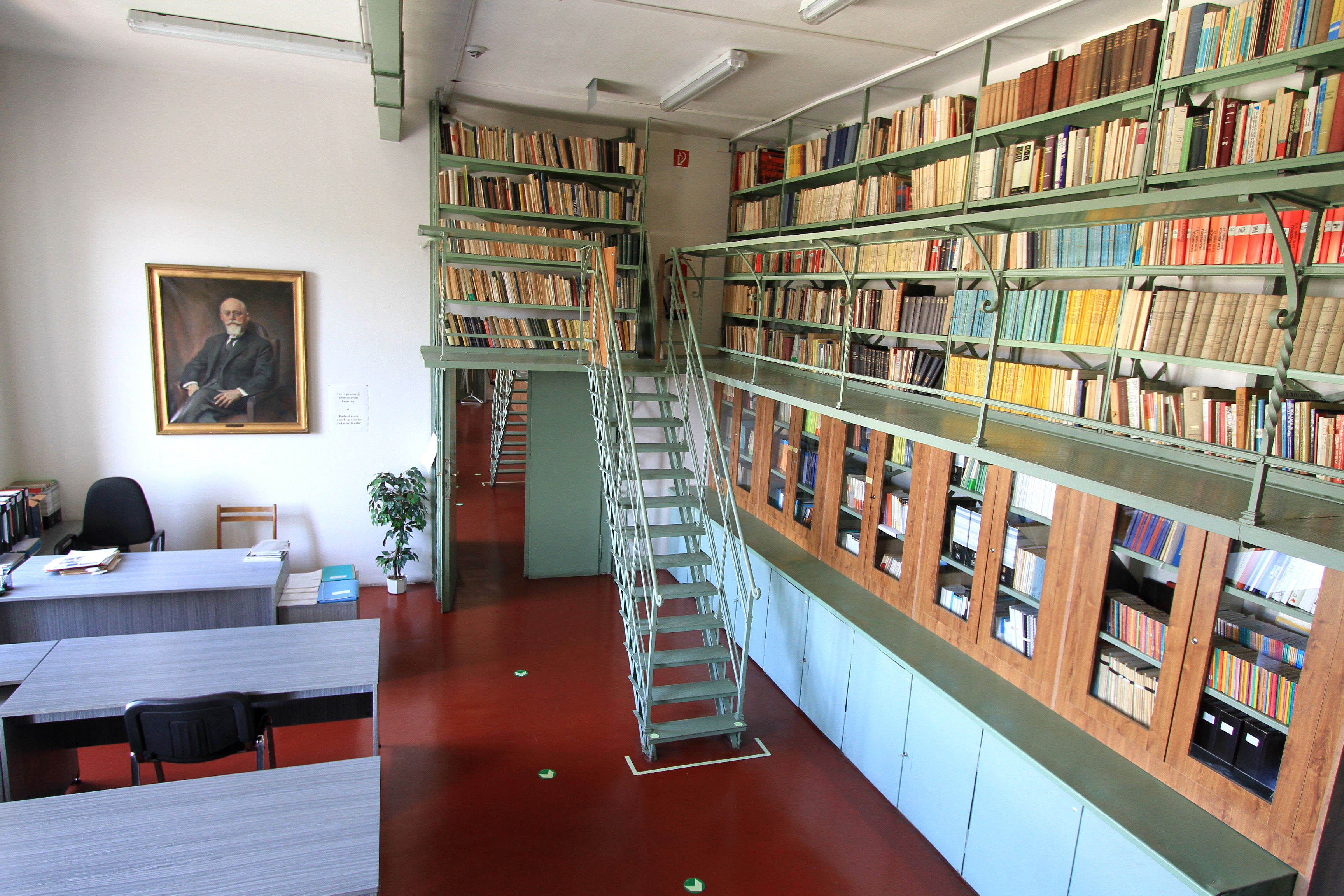
Badatelna Archivu Masarykovy univerzity

- fondy úřední (fondy fakult, rektorátu, univerzitních ústavů)
- fondy osobní (osobní pozůstalosti akademických i neakademických pracovníků univerzity)
- fondy spolků, vědeckých společnosti a společenských organizací
- sbírky (sbírka fotografií, negativů, obrazů, bust, historické dokumentace)

## Vedoucí pracovníci
| Jiří Radimský            | 1945–1947 |
| František Spurný         | 1948–1950 |
| Jaroslav Bakala          | 1950–1953 |
| Jindřich Dušek           | 1954–1958 |
| Miroslav Šebela          | 1961–1962 |
| Irena Hrabětová          | 1962–1978 |
| Jiří Pulec               | 1979–2015 |
| Luděk Navrátil           | 2015–2021 |
| Jana Barbora Slaběňáková | od 2021   |